# لیکساید ویلیج (کانزاس)
لیکساید ویلیج (به انگلیسی: Lakeside Village) یک منطقهٔ مسکونی در ایالات متحده آمریکا است که در شهرستان جفرسون، کانزاس واقع شده‌است. لیکساید ویلیج ۳۳۱٫۰۲ متر بالاتر از سطح دریا واقع شده‌است.